# Scuderie del Quirinale

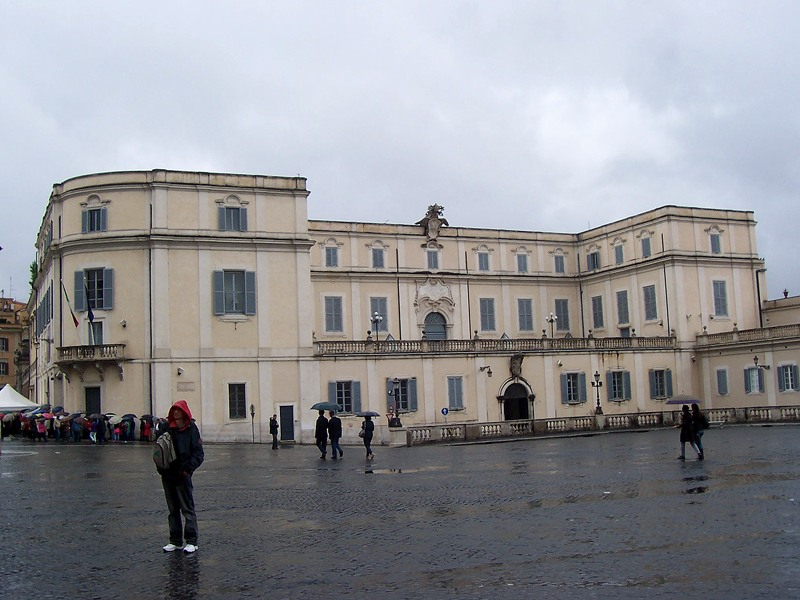
Vista atual do edifício a partir da Piazza del Quirinale.

Scuderie del Quirinale é um palácio rococó localizado na Piazza del Quirinale, na esquina da Salita di Montecavallo com a nova Via Ventiquattro Maggio, no rione Trevi de Roma, bem atrás do Jardim de Montecavallo.

## História
Este palácio, longo e baixo, foi construído com o objetivo de abrigar os estábulos dos cavalos e as garages das carroças e carruagens de serviço utilizadas pelo gigantesco Palazzo del Quirinale, do outro lado da praça. O terreno utilizado antes era parte do vizinho Jardim do Palácio Colonna; ele foi cedido pela família Colonna em 1625 para a Câmara Apostólica para permitir a ampliação da praça e engrandecer, desta forma, o palácio pontifício. No início do século XVIII, Carlo Fontana já havia construído um edifício muito mais simples com esta mesma função no local. As obras, iniciadas em 1722 por ordem do papa Inocêncio XIII sob o comando de Alessandro Specchi, foram interrompidas em 1724 por causa da morte do papa e reiniciadas somente em 1738, no pontificado do papa Clemente XII, que encarregou Ferdinando Fuga de completar o serviço.

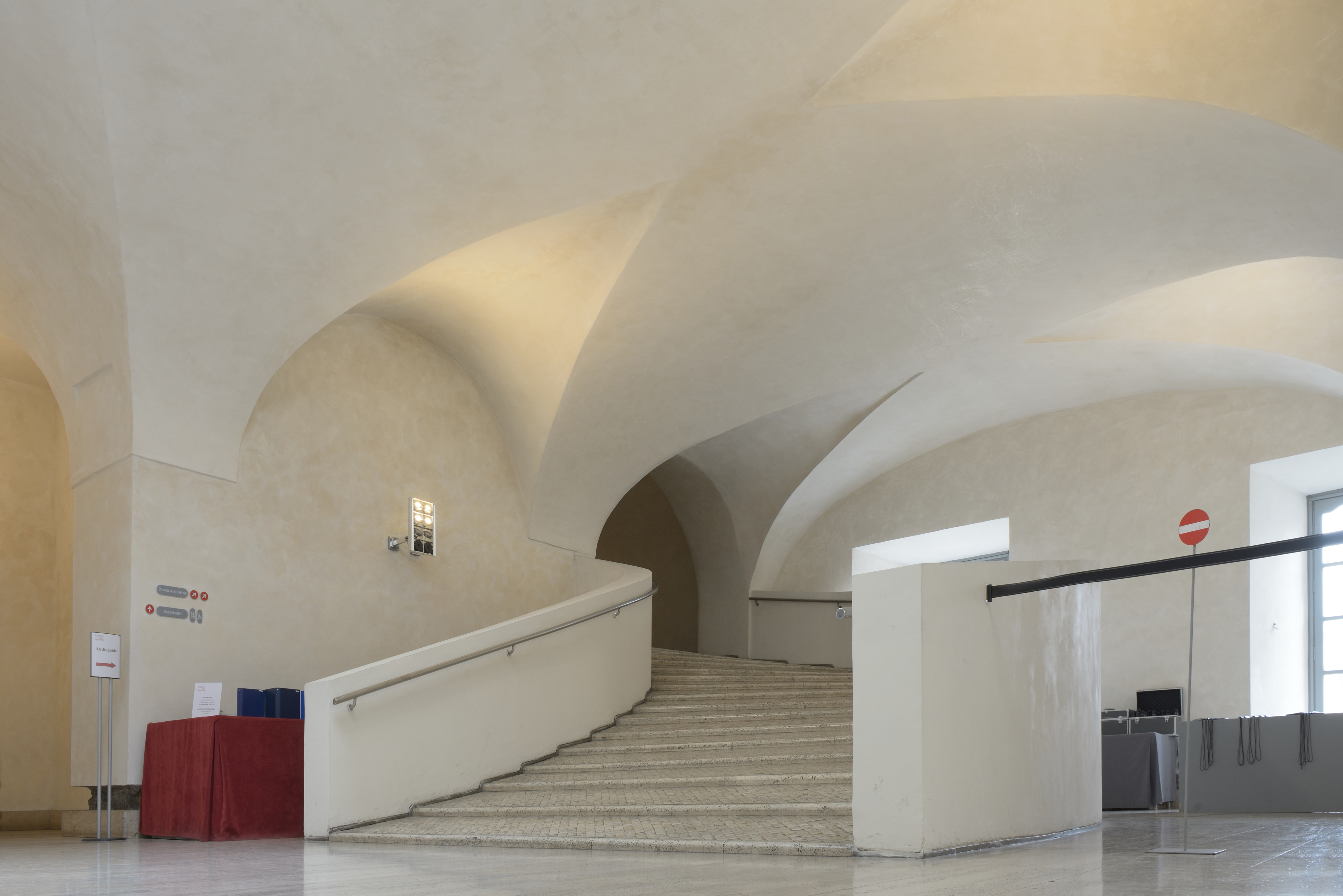
Vista da rampa no interior.

Fuga manteve a estrutura arquitetônica do projeto original no que tange à estrutura interna do edifício, mas modificou todo o exterior com a elevação do mezzanino, o redesenho da fachada e enriquecendo os portais centrais. O portal principal do edifício, hoje situado no terraço do primeiro piso, aoresenta um brasão papal com uma faixa comemorativa que Clemente XII mandou colocar na fachada e que diz o seguinte: "CLEMENS XII P M PALATII QUIRINALIS EQUILE AB INNOCENTIO XIII COEPTUM ABSOLVIT ANNO DOMINI MDCCXXX PONTIF I" ("Clemente XII, pontífice máximo, mandou terminar o estábulo do Palazzo del Quirinale, obra iniciada por Inocêncio XIII no ano do senhor de 1730, 1º de seu pontificado").
Os estábulos ficavam no piso térreo e no mezzanino e podiam abrigar respectivamente 42 e 86 cavalos. AS garagens para as carroças ficavam num edifício baixo, perpendicular à Scuderie, que se abria diretamente para a praça, à qual a Scuderie estava ligada através de uma escadaria com duas rampas curvas. Em 1866, o papa Pio IX, durante as obras de sistematização da região, demoliu as duas rampas e este edifício-garagem. O palácio foi, desta forma, completamente alterado, assumindo o aspecto atual, com a construção de um pórtico ligando as duas alas laterais com um terraço no nível do primeiro piso: também nesta mesma ocasião, o papa mandou afixar o brasão papal tanto no portal inferior da antiga entrada quanto na balaustrada do edifício que se estende na direção da Via della Dataria, com uma faixa com os seguintes dizeres: "PIUS IX PONT MAX ANNO MDCCLXVI" ("Pio IX, pontífice máximo, no ano de 1866"). O edifício manteve a sua função original até 1938, ano no qual foi adaptado para abrigar automóveis. 
Em 1997, o presidente italiano, a quem o palácio e o estábulo pertenciam desde 1870, concedeu o uso da estrutura para a Comuna de Roma, que passou a realizar ali mostras e exposições culturais. Por conta disto, a estrutura foi toda restaurada sob o comando do arquiteto Gae Aulenti e reinaugurada em 21 de dezembro de 1999, em tempo para o Grande Jubileu de 2000, com a mostra "I Cento Capolavori dell'Ermitage".

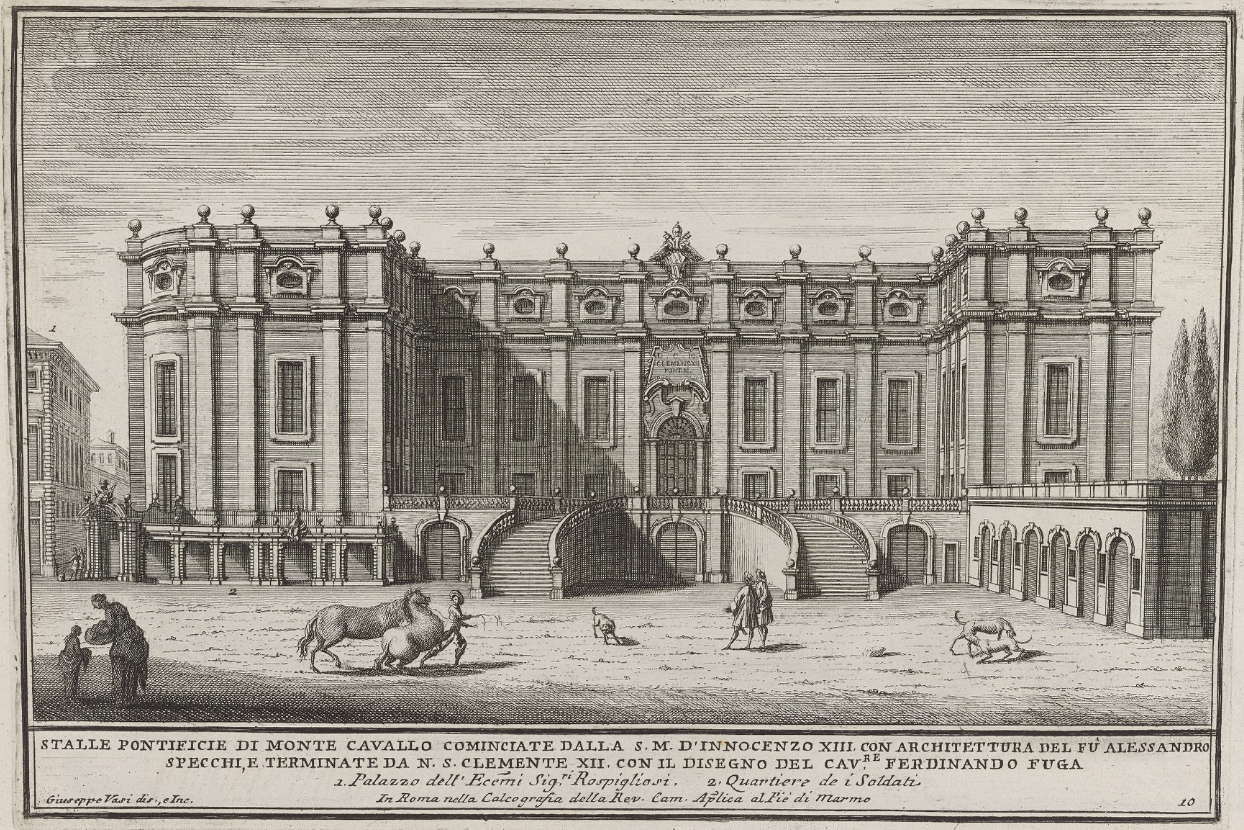
Aspecto antes da reforma do papa Pio IX, ainda com as duas rampas de acesso, sem as alas laterais e sem o terraço central (compare as duas imagens).
Gravura de Giovanni Domenico Campiglia (1739).

Atualmente, a Scuderie del Quirinale, cujo acesso se dá pela Via Ventiquattro Maggio, é um importante espaço cultural de Roma, com cerca de 1 500 m2. Em seus salões, distribuídos nos vários pisos, já foram expostas algumas das mais importantes obras de arte do mundo, incluindo obras de Michelangelo, Caravaggio, Botticelli, Bernini e Rembrandt. É hoje uma dos mais mais importantes e mais visitados centros de exposição de Roma. A partir do edifício é possível se apreciar uma das mais belas vistas de Roma, particularmente das antigas muralhas hoje fechadas no Jardim do Palácio Colonna (que é propriedade privada).
A Scuderie é gerida pela Azienda Speciale Palaexpo, responsável também pelo Palazzo delle Esposizioni e da Casa del jazz, desde 2016 sob a gestão do Ministério dos Bens e das Atividades Culturais e do Turismo (MiBACT).